# Moulins-sur-Céphons
Moulins-sur-Céphons é uma comuna francesa na região administrativa do Centro, no departamento Indre. Estende-se por uma área de 32,36 km². Em 2010 a comuna tinha 300 habitantes (densidade: 9,3 hab./km²).